# Бялоблота
Бялоблота (пол. Białobłota) — село в Польщі, у гміні Шиплішки Сувальського повіту Підляського воєводства.
Населення — 58 осіб (2011).
У 1975-1998 роках село належало до Сувальського воєводства.

## Демографія
Демографічна структура станом на 31 березня 2011 року:
|          | Загалом | Допрацездатний вік | Працездатний вік | Постпрацездатний вік |
| -------- | ------- | ------------------ | ---------------- | -------------------- |
| Чоловіки | 29      | 10                 | 17               | 2                    |
| Жінки    | 29      | 8                  | 13               | 8                    |
| Разом    | 58      | 18                 | 30               | 10                   |